# Xã Superior, Quận Chippewa, Michigan
Xã Superior (tiếng Anh: Superior Township) là một xã thuộc quận Chippewa, tiểu bang Michigan, Hoa Kỳ. Năm 2010, dân số của xã này là 1.337 người.